# Чайка (фильм, 2015)
«Чайка» — российский документальный фильм-расследование «Фонда борьбы с коррупцией» (ФБК), впервые опубликованный 1 декабря 2015 года на видеохостинге YouTube, где по состоянию на Май 2025 года насчитывает более 27 млн просмотров.
В фильме рассказывается о деятельности приближённых к генеральному прокурору РФ (2006—2020) Юрию Чайке лиц, включая его близких родственников и родственников его подчинённых. В фильме представлены данные о финансовых махинациях и преступлениях Юрия Чайки и его окружения, в частности об отмывании денег и связи с бандой Цапков.
В декабре 2015 года фильм получил специальный приз на международном фестивале документального кино «Артдокфест».
В 2016 году, по запросу «Фонда борьбы с коррупцией», прокуратура Швейцарии проверила деятельность сыновей Юрия Чайки, а также связанных с ними лиц и компаний, но не выявила фактов отмывания денег.
Фильм, по мнению журналистов, послужил поводом для принятия законопроекта о запрете детям и жёнам чиновников иметь свой бизнес.

## Содержание
Фильм представляет собой криминальную драму в пяти частях:
1. Греция. Об отеле Артёма Чайки в Греции, вилле с видом на гору Афон и связях генпрокуратуры с Цапковской ОПГ.
2. Швейцария. Про резидентскую визу, дом и счета сына генпрокурора в Швейцарии.
3. Иркутск. О том, как Артём Чайка и его люди участвовали в рейдерском захвате Верхнеленского пароходства и похитили у государства 12 судов класса река-море.
4. Артём. Артём Чайка оказался бенефициаром Тыретского солерудника, компании по добыче щебня, и строителем торгового комплекса в Мытищах.
5. Игорь. Как компании, связанные с 27-летним сыном генпрокурора, смогли получить госзаказы на 300 млрд руб.

## Ход расследования и создание фильма
Отдел расследований ФБК вёл дело полтора года, попутно работая с другими кейсами. Сам Навальный оценил бюджет фильма в 250 000 рублей, уточнив: «Нам, правда, много чего обошлось бесплатно или очень дёшево — люди помогают из идейных соображений».

## Релиз
Тизер и трейлер к фильму были представлены 30 ноября 2015 года. На следующий день фильм был обнародован некоммерческой организацией Алексея Навального «Фонд борьбы с коррупцией», и повествует, по мнению авторов, о преступной деятельности сыновей генерального прокурора Российской Федерации Юрия Чайки и близких к нему, в том числе по профессиональной деятельности, лиц. За первые двое суток фильм набрал 1,4 млн просмотров на официальном канале ФБК. Просмотр фильма доступен с субтитрами на семи языках: английском, болгарском, испанском, немецком, польском, русском, финском.
Менее чем за 2 месяца количество просмотров превысило 5 млн, и 26 января 2016 года «Фонд борьбы с коррупцией» представил англоязычную версию фильма, набравшую более 200 тыс просмотров и 6 тыс лайков.

### Фильм «Чайка» на фестивале Артдокфест—2015
2 декабря 2015 года стало известно, что фильм «Чайка» включён в программу фестиваля документального кино «Артдокфест», который пройдёт в Москве и Петербурге с 8 по 16 декабря 2015 года. Президент фестиваля Виталий Манский заявил по этому поводу: «Я не высокого мнения о том, как кинематографически сделан этот фильм. Но мы осознанно его включили в спецпрограмму фильмов „АртдокСеть“, сделанных для интернета. Фильм „Чайка“ за сутки посмотрели более 700 тысяч человек. Это знак огромного интереса общества к тому, что может им поведать документальное кино. И мы не считаем, что вправе быть в стороне от интересов общества».
8 декабря 2015 года российское министерство культуры предупредило организаторов «Артдокфест» об ответственности за показ фильмов без прокатного удостоверения, включая фильм «Чайка». Отвечая на вопрос журналистов о возможных последствиях награждения авторов фильма о детях Юрия Чайки, Манский сказал: «Если б я хоть чего-то боялся в этой жизни, я жил бы совсем другой жизнью. Я ничего не боюсь, убеждён, что прав я, а не те люди, которые захватили министерство культуры и превратили его в постыдное заведение, которое рано или поздно будет стыдиться тех лет, когда они проводили политику уничтожения российской культуры».
Фильм «Чайка» стал победителем фестиваля в номинации «АртдокСеть». Итоги в этой номинации подводило не жюри, а открытое Интернет-голосование. Во время торжественной церемонии награждения в столичном кинотеатре «Горизонт» Алексей Навальный заявил, что он не является режиссёром фильма, настоящий режиссёр предпочел не раскрывать своё имя.

## Реакция на фильм

### Реакция в России
Согласно исследованию Левада-центра, проведённого в середине декабря 2015 года, о фильме «Чайка» так или иначе знало 38 % россиян. При этом 82 % россиян, слышавших о фильме, считают описанные в фильме коррупционные схемы и связи с преступными группировками типичным явлением для современной российской власти. 28 % респондентов считали, что обнародование расследования не будет «иметь никаких последствий», столько же допускало, что Чайка может быть отправлен в отставку.
3 декабря секретарь Совета безопасности России Николай Патрушев на вопрос, надо ли проводить такие проверки в случае Чайки, сказал, что «ко всем людям должно быть одинаковое отношение», и тем самым допустил проведение проверок в отношении семьи генерального прокурора.

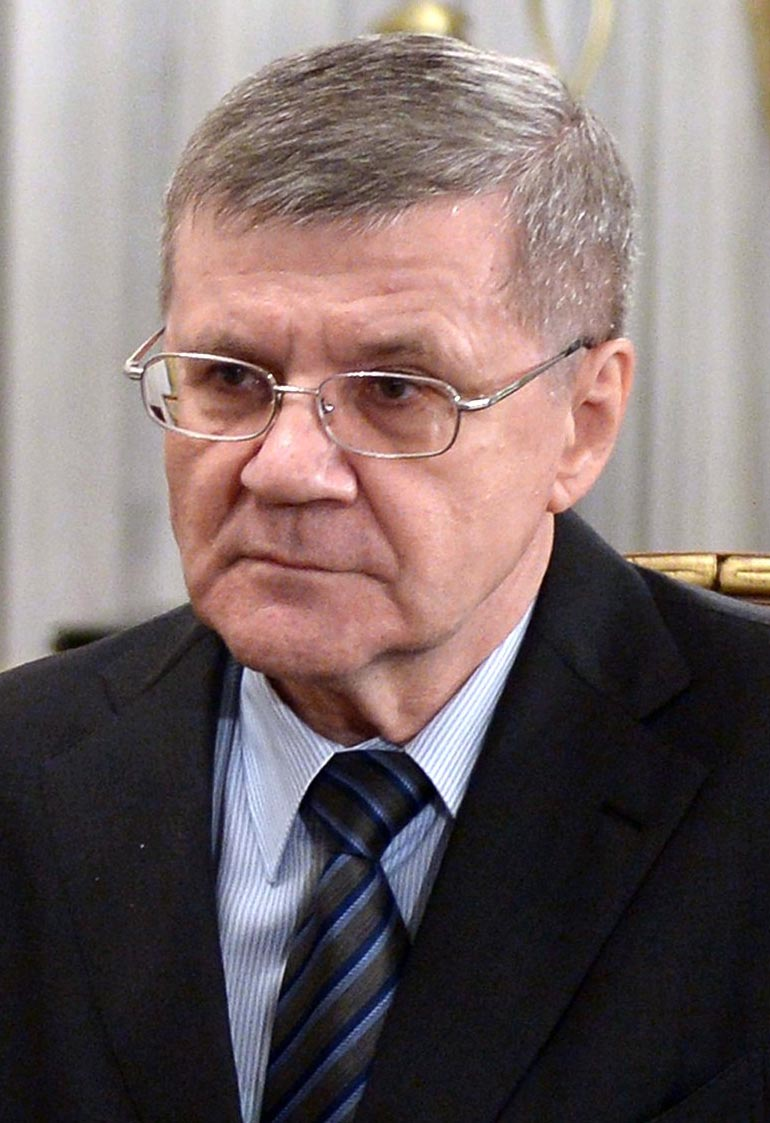
Юрий Чайка в августе 2015

В своём официальном заявлении от 3 декабря Генеральный прокурор РФ Юрий Чайка назвал фильм заказным, а изложенные в нём факты лживыми. Алексей Навальный, в свою очередь, заявил, что Фонд борьбы с коррупцией подаст в отношении генпрокурора Юрия Чайки иск о защите чести, достоинства и деловой репутации. 4 декабря юрист ФБК Иван Жданов сообщил на своей странице в одной из социальных сетей, что «Фонд борьбы с коррупцией» подал в Пресненский районный суд Москвы иск к генеральному прокурору России Юрию Чайке в защиту чести, достоинства и деловой репутации авторов расследования, касающихся деятельности сына генпрокурора Артёма Чайки.
7 декабря пресс-секретарь президента РФ Дмитрий Песков заявил, что информация из фильма не вызвала интереса у Кремля: «Там не идёт речи о генпрокуроре, там идёт речь о его совершеннолетних сыновьях», однако, в фильме упоминаются высокопоставленные прокуроры, имеющие отношения к «игорному делу», рейдерским захватам и связям с организованной преступностью.
10 декабря координатор организации «Национально-освободительное движение» (НОД) и депутат Государственной Думы РФ Евгений Федоров заявил, что хотя «лично не смотрел этот материал по принципиальным соображениям», но «сама подача Навальным расследования — это конечно, 100 % заказной материал, направленный на дестабилизацию, ослабление российского правоохранительного сектора в условиях подготовки иностранного вторжения и майдана».
Министр культуры РФ Владимир Мединский 15 декабря прокомментировал своё выступление на открытии 5-звёздочного отеля «Pomegranate» на греческом полуострове Халкидики, о котором говорилось в фильме: «Я в свой выходной день туда поехал, встречался с министром культуры Греции. Мы готовим проведение перекрестного Года Греции и России. Это моя работа». Также Мединский заявил, что в России «практически умер жанр журналистского расследования, и представители СМИ не пытаются докопаться до сути вещей».
Тогда же депутат Государственной думы Дмитрий Гудков направил запрос в Следственный комитет России с просьбой предоставить информацию о замгенпрокурора Геннадии Лопатине и его бывшей супруге, которых авторы фильма обвинили в ведении совместного бизнеса с жёнами главных фигурантов дела об убийствах в станице Кущевская. С точки зрения рядовых сотрудников прокуратуры, ситуация в их ведомстве описана верно и соответствует действительности.

#### Законопроект о запрете семейственности
Фильм «Чайка», по мнению журналистов, послужил «спусковым крючком» для создания законопроекта о запрете супругам и совершеннолетним детям чиновников иметь свой бизнес. Законопроект внесла в Государственную думу партия ЛДПР, авторы законопроекта — лидер ЛДПР Владимир Жириновский и первый замглавы фракции в думе Алексей Диденко. В пояснительной записке к документу говорится, что с 2008 года в России действует положение, что государственные чиновники не могут заниматься предпринимательством или участвовать в управлении хозяйственным предприятием, однако в отношении членов семей чиновников такого закона до сих пор нет. Федеральный закон, если бы он был принят, вступил бы в силу с 1 апреля 2016 года. Аналогичную инициативу внесла в Думу и КПРФ, однако немного в другой формулировке.

### Международная реакция
8 декабря 2015 года «Фонд борьбы с коррупцией» направил в прокуратуру Швейцарии жалобу на Артёма Чайку, составленную на основании подозрений в отмывании денег. В жалобе упоминались сыновья генпрокурора РФ Артём и Игорь Чайки, а также другие лица, фирмы, банковские счета и недвижимость, предположительно связанные с ними. Для того, чтобы исключить предвзятость проверки, прокуратура поручила расследование специальному подразделению полиции в Лугано, расследующему «беловоротничковую» преступность. В ходе проверки подтвердилась информация о пребывании в Швейцарии названных в жалобе лиц и их связь с упоминавшейся в жалобе компанией. Однако, фактов отмывания денег выявлено не было. Позднее Артём Чайка получил извещение от прокуратуры Швейцарии об отсутствии к нему претензий. Также, на основании собственного обращения, Артём Чайка получил от официальных лиц Греции извещение, в котором говорилось о законности проведённой им в Греции сделки по приобретению отеля на острове Халкидики.

### Влияние на культуру
3 февраля 2016 года вышел музыкальный видеоклип российской панк-рок-группы Pussy Riot под названием «Чайка», посвящённый «российской государственной мафии». В сатирическом клипе одетая в прокурорский мундир солистка группы Надежда Толоконникова изображает генерального прокурора России Ю. Я. Чайку. За 2 дня видеоклип набрал более миллиона просмотров, а спустя пять лет насчитывает более 4 млн. По словам Толоконниковой, у героев видео впоследствии были проблемы с работодателями.